# Église Saint-Rémi de Fontenay-le-Vicomte
Pour les articles homonymes, voir Église Saint-Rémi.
L'église Saint-Rémi de Fontenay-le-Vicomte est une église paroissiale catholique, dédiée à saint Rémi, située dans la commune française de Fontenay-le-Vicomte et le département de l'Essonne.

## Historique
La construction de l'église  du village débute au XIIe siècle. 
L'édifice est modifié par la suite.
Depuis un arrêté du 17 février 1950, l'église est inscrite au titre des monuments historiques.

## Description
Le clocher possède trois étages et un toit en bâtière.
L'église conserve des objets classés aux monuments historiques :
- une cloche du XVIe siècle,
- une dalle funéraire du XIVe siècle,
- un groupe de sculpture composé d'une Vierge à l'Enfant et un ange du XVe siècle,
- un gisant du XIVe siècle[1].

## Pour approfondir